# Потаповичи (Житомирская область)
Потаповичи (укр. Потаповичі) — село на Украине, находится в Овручском районе Житомирской области. Расположено на реке Ольшанка (Хвасенка).
Код КОАТУУ — 1824282203. Население по переписи 2001 года составляет 465 человек. Почтовый индекс — 11156. Телефонный код — 4148. Занимает площадь 5,21 км².

## Адрес местного совета
11156, Житомирская область, Овручский р-н, с.Гошев